# Manuel Andrack

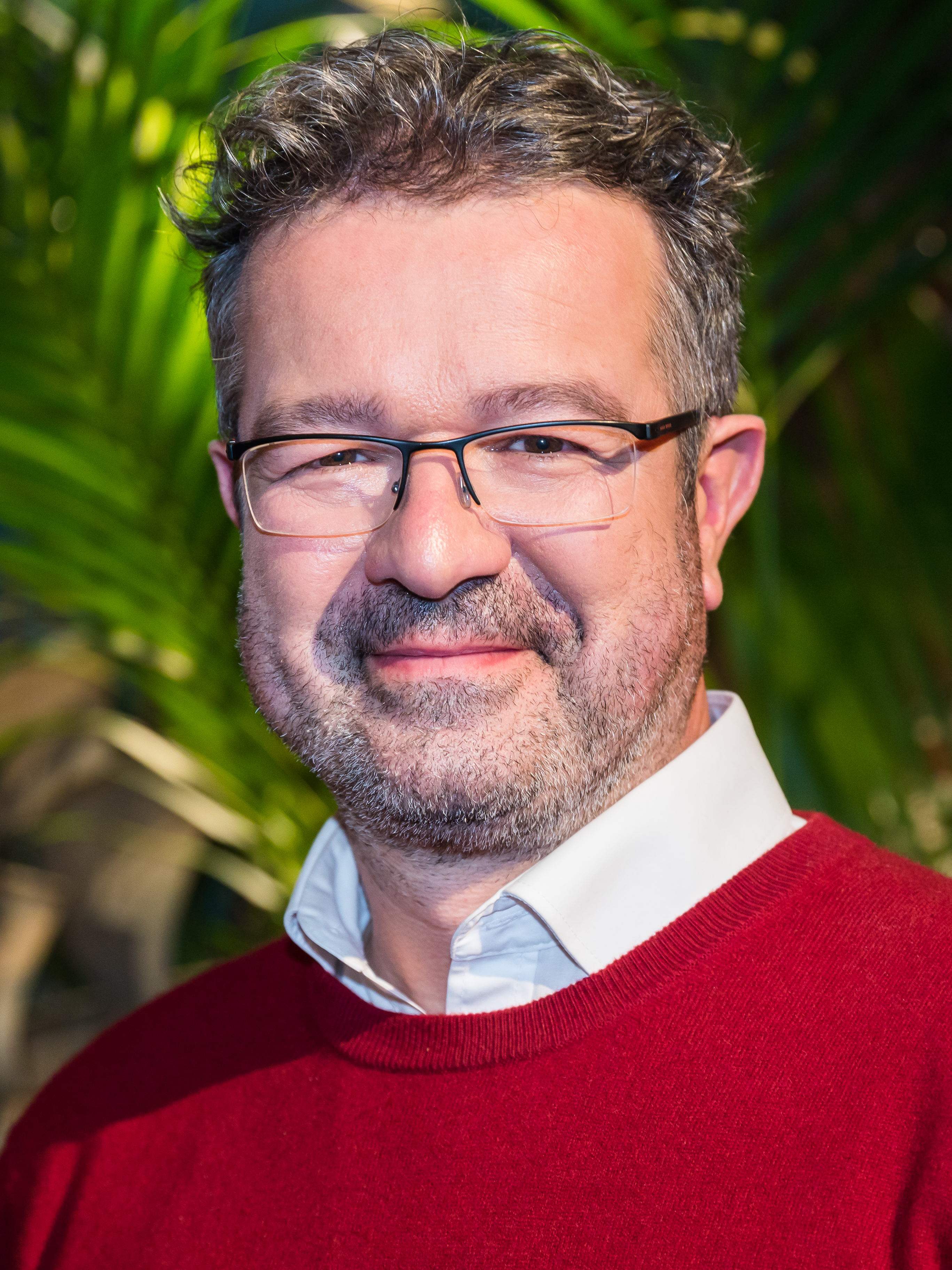
Manuel Andrack (2018)

Manuel Claus Achim Andrack (* 23. Juni 1965 in Köln) ist ein deutscher Redakteur, Moderator und Autor. Dem Fernsehpublikum wurde er durch seine 13 Jahre lange Zusammenarbeit mit Harald Schmidt als dessen Redaktionsleiter bekannt.

## Leben
Manuel Andrack wuchs in Köln-Ostheim auf. Nach dem Besuch des Friedrich-Wilhelm-Gymnasiums studierte er an der Universität zu Köln Theater-, Film- und Fernsehwissenschaft, Germanistik (unter anderem bei Karl Otto Conrady) und Kunstgeschichte und schloss das Studium als Magister Artium ab.
Er arbeitete zunächst als Redakteur bei der Fernsehproduktionsfirma CAT Entertainment für RTL (Familien-Duell) und SAT.1 (Geh aufs Ganze!). 1995 begann er als verantwortlicher Redakteur der Harald-Schmidt-Show. Ab dem 30. August 2000 (Folge 797) kam die Bühnenpräsenz als Redakteur im Studio hinzu, in der er als Sidekick für Harald Schmidt bundesweite Bekanntheit erlangte. Zuvor hatte Harald Schmidt einen fiktiven unsichtbaren Freund namens Horst, mit dem er während der Sendung sprach. Nachdem sich dieses wiederkehrende Element abgenutzt hatte, wurde Andrack sichtbarer Teil der Sendung und dabei Ansprechpartner für Gags auf der Bühne. Als Sidekick brachte er nach amerikanischem Vorbild mehr Kommunikation und Dialog in die Show. Diese Rolle teilte er sich später mit Bandleader Helmut Zerlett und Souffleuse bzw. Assistentin Suzana Novinščak.
Nach dem Aus der Harald-Schmidt-Show Ende Dezember 2003 nahm ihn Harald Schmidt als Chefdramaturg, unter anderem auch für sein Kabarettprogramm, vom Juli 2004 bis Juni 2005 unter Vertrag. Darin trat Andrack wieder als Sidekick auf und war auch bei Schmidts überarbeiteter Show in der ARD mit von der Partie. In der kreativen Pause zwischen dem Ende der Harald-Schmidt-Show und der neuen Sendung in der ARD schrieb er das Buch Du musst wandern. Im Juni 2005 veröffentlichte er sein zweites Buch Meine Saison mit dem FC – gemeint ist der 1. FC Köln. Andrack engagiert sich für das Wandern auch in seiner Heimatstadt. So hat er die Patenschaft für eine Etappe des Rundwanderweges Kölnpfad übernommen. Seit April 2008 betreibt er einen Blog zum Thema Wandern. 2011 und 2012 erschienen jeweils ein vom Verkehrsverbund Rhein-Sieg herausgegebener Wanderführer, dessen Autor Andrack ist. Er ist Pate des 2013 eröffneten Neanderlandsteiges, ein Rundwanderweg im Niederbergischen Land, worüber er ebenfalls einen Wanderführer schrieb.
Nach der Neukonzeption der Show 2007 nahm Manuel Andrack nicht mehr bei Harald Schmidt im Studio Platz. Stattdessen wurde mit Oliver Pocher ein zweiter, Schmidt gleichgestellter Moderator verpflichtet. Andrack blieb jedoch zunächst weiterhin Redaktionsleiter, bis 2008 die Zusammenarbeit in gegenseitigem Einvernehmen beendet wurde.
Andrack schreibt seit einigen Jahren Kolumnen und Reportagen über das Wandern. Diese erscheinen zum Beispiel im Stern, in der Zeit und im Wandermagazin. Von 2008 bis 2009 war Andrack Werbeträger für die Naturfreundehäuser.
Seit Ende 2008 lebt Andrack in Köllerbach (Saar) und arbeitet im benachbarten Saarbrücken. Im Frühjahr 2009 lief im Saarländischen Rundfunk seine siebenteilige Sendereihe Ich werde Saarländer. Im Frühjahr 2010 wirkte er in der auf ZDFneo ausgestrahlten Doku-Soap Die Promi-Pauker mit, in der er als Lehrer eine fünfte Klasse unterrichtete. In der Saarbrücker Tatort-Folge Heimatfront spielte er 2011 einen Kneipenwirt. Für das SR Fernsehen moderierte er zwischen 2010 und 2017 zusammen mit Harald Rüssel die Kochsendung 2 Mann für alle Gänge. Seit 2013 tritt Andrack mit seinem eigenen Liveprogramm Andracks kleine Wandershow – Lachen Sie sich Blasen! deutschlandweit auf. Die Vorpremiere fanden ab September 2013 in Hallenberg, Köln und im Püttlinger Schlösschen bei Saarbrücken statt, der erste offizielle Auftritt erfolgte im Oktober 2013 in der ausverkauften Stuttgarter Rosenau.

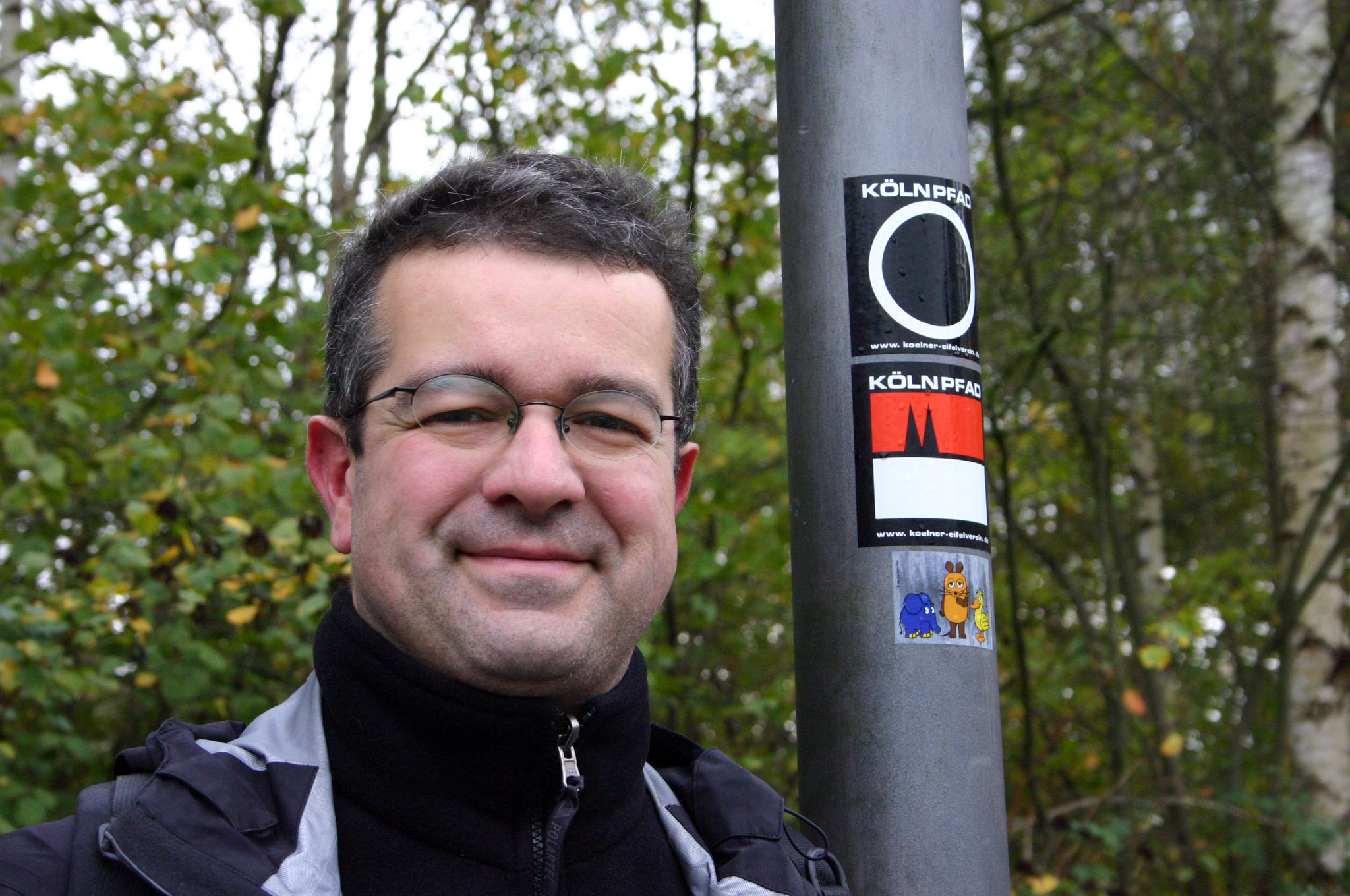
Andrack als Wanderer vor dem Kölnpfad (2006)

Andrack wurde 2002 vom Deutschen Brauer-Bund zum Botschafter des Bieres ausgezeichnet, weil er in seinen „Biervorstellungen“ in der Harald Schmidt Show „die positiven Werte des bewussten Genusses, der Lebensfreude und der Geselligkeit“ zelebriert und „so Sendung für Sendung“ bewiesen habe, dass „Durst durch Bier erst richtig schön wird“. Andrack hatte es sich zur Gewohnheit gemacht, in jeder Sendung ein Bier vornehmlich unbekannter Brauereien vorzustellen und während der Sendung zu trinken.
Andrack ist Fan der Band Die Ärzte und ein Bekannter des Ärzte-Sängers und Gitarristen Farin Urlaub, für dessen Soloprojekte er mehrere Interviews mit ihm führte.
In der vom SWR für das Medienangebot funk produzierten Streaming-Serie Patchwork Gangsta spielte Andrack neben Stefan Mocker die Rolle eines Waffendealers. Seit April 2023 ist Andrack zusammen mit Mike Neu im Podcast About Schmidt Show zu hören, in dem es um die Hintergründe der Harald Schmidt Show geht.
Andrack ist verheiratet und hat mehrere Kinder.

## Auszeichnungen
- 2001 – Deutscher Fernsehpreis (zusammen mit Harald Schmidt)
- 2001 – Grimme Online Award
- 2002 – Botschafter des Bieres, Deutscher Brauer-Bund (zusammen mit Dieter Hundt)
- 2002 – Goldene Feder (zusammen mit Harald Schmidt)
- 2003 – Deutscher Fernsehpreis (zusammen mit Harald Schmidt)

## Veröffentlichungen
- Du musst wandern. Ohne Stock und Hut im deutschen Mittelgebirge. Verlag Kiepenheuer & Witsch, Köln 2005, ISBN 3-462-03488-X.
- Meine Saison mit dem FC. Verlag Kiepenheuer & Witsch, Köln 2005, ISBN 3-462-03584-3.
- Wandern. Das deutsche Mittelgebirge für Amateure und Profis. Verlag Kiepenheuer & Witsch, Köln 2006, ISBN 3-462-03745-5.
- mit Guy Helminger: Die Ruhe der Schlammkröte. Verlag Kiepenheuer & Witsch, Köln 2007, ISBN 978-3-462-03784-5.
- Von wem habe ich das bloß. Auf den Spuren der Ahnen. Eine Gebrauchsanweisung.[17] KiWi, Köln 2008, ISBN 978-3-462-04038-8.
- 2 mit Grips und GPS. Cache! Wir finden ihn! mixtvision Verlag, München 2009, ISBN 978-3-939435-22-8.
- Saar Sammelsurium. Gollenstein Verlag, Merzig 2010, ISBN 978-3-938823-76-7.
- Das neue Wandern. Unterwegs auf der Suche nach dem Glück. Berlin Verlag, 2011, ISBN 978-3-8333-0713-3.
- Gesammelte Wanderabenteuer. Warum Wandern glücklich macht. Piper Verlag, München 2013, ISBN 978-3-492-40532-4.
- Der neanderland STEIG. Droste Verlag, 2014, ISBN 978-3-7700-1495-8.
- Mit Kindern wandern: Touren, Tipps und Naturabenteuer in ganz Deutschland. Piper Verlag, München 2018, ISBN 978-3-492-40477-8.
- Mein Jahr als Narr. Dem Geheimnis von Karneval, Fasching, Fastnacht auf der Spur. dtv, München 2020, ISBN 978-3-423-26276-7.